# アドバンテスト
株式会社アドバンテスト (英語社名：Advantest Corporation) は、東京都千代田区丸の内に本社を置く、半導体デバイスの測定器などの大手メーカー。半導体検査装置の大手メーカーであり、特にメモリテスターを始めとする自動テスト装置の分野では2022年現在世界第1位である。日経平均株価およびTOPIX Large70、JPX日経インデックス400の構成銘柄の一つ。
富士通からの出資を受けていた時期があり、古河グループとの関係が強い。2017年に富士通は退職給付信託を通じて所有する全ての株式を売却し、資本関係は解消されている。

## 主力製品・事業
- 半導体試験装置
- 電子線描画装置
- 光センシング
- 電子計測器

## 主要事業所

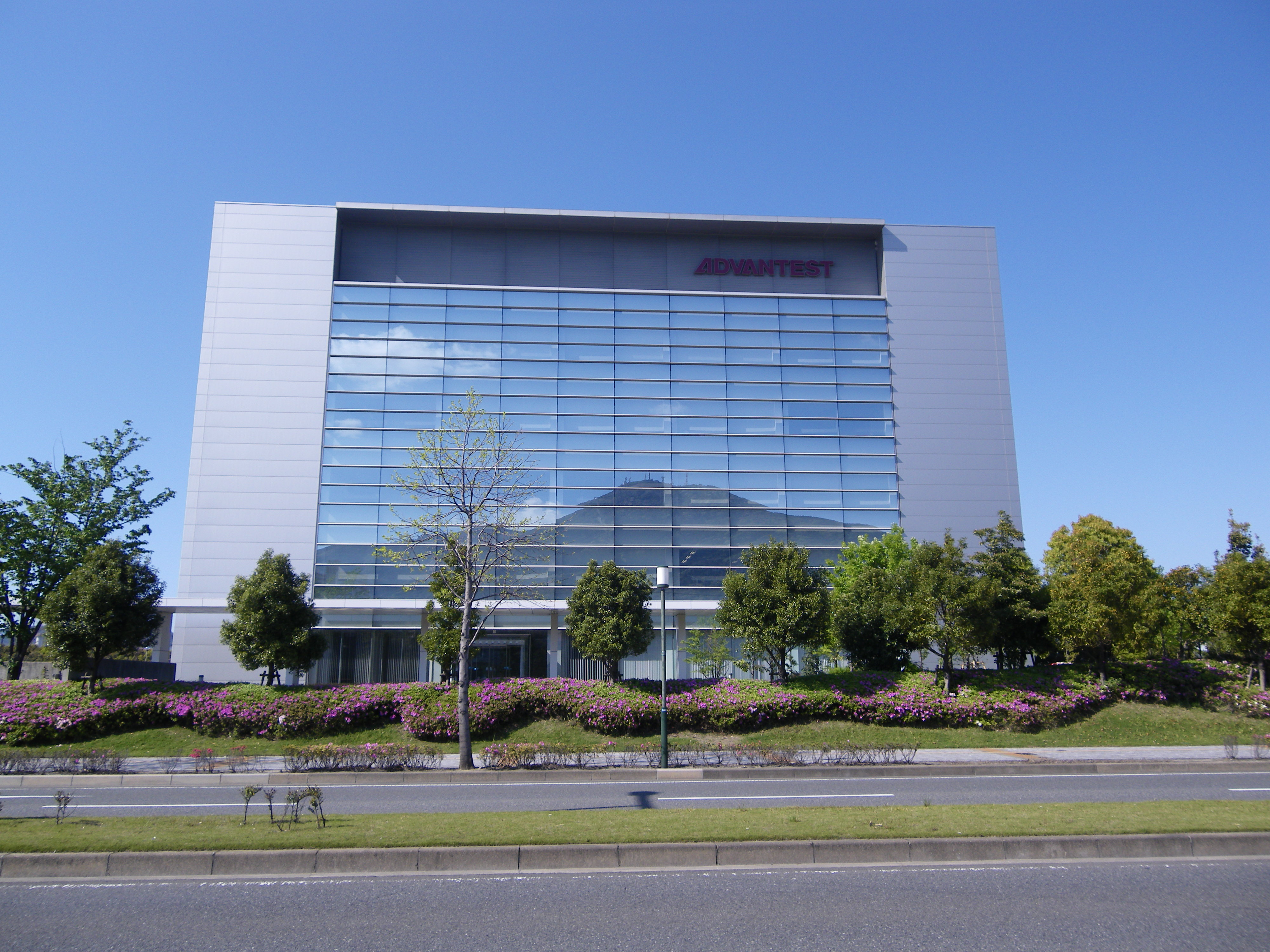
北九州R&Dセンタ

- 本社 - 東京都千代田区丸の内1丁目6番2号
- 西東京事務所 東京都八王子市高倉町9-1
- 埼玉R&Dセンター 埼玉県加須市新利根1-5
- 群馬R&Dセンター 群馬県邑楽郡明和町大輪336-1
- EMCセンター 群馬県邑楽郡明和町大輪336-1
- 北九州R&Dセンター 北九州市八幡東区東田1-5-1
- アドバンテスト仙台研究所 宮城県仙台市青葉区上愛子字松原48-2
- アドバンテスト小樽研究所 北海道小樽市星野町250(閉鎖)
- 群馬工場 群馬県邑楽郡邑楽町篠塚54-1

## 沿革
- 1954年 タケダ理研工業株式会社として東京都練馬区に設立。
- 1982年 アメリカ合衆国ニュージャージー州に現地法人を設立。
- 1983年 東京証券取引所第二部に上場。
- 1985年 東京証券取引所第一部に指定替え。現社名に改称。
- 1986年 シンガポールに現地法人を設立。
- 1998年 長野オリンピックに合わせて、初となるテレビコマーシャルを放映。
- 2000年 日経平均株価に採用される。
- 2001年 ニューヨーク証券取引所に上場。
- 2003年 電子計測器部門の一部が株式会社エーディーシー（ADCMT）として分離独立する。
- 2011年 Verigy Ltd.を完全子会社化。

## 主要関係会社
- アドバンテストシステム株式会社（日本法人）
- 株式会社アドバンファシリティズ（日本法人）
- 株式会社アドバンテスト研究所（日本法人）
- 株式会社アドバンテストファイナンス（日本法人）
- 株式会社アドバンテスト九州システムズ（日本法人）
- 株式会社アドバンテストメディアサービス（日本法人）
- 日本エンジニアリング株式会社（日本法人）
- 株式会社アドバンテストコンポーネント（日本法人）
- Cloud Testing Service株式会社（日本法人）
- Advantest America, Inc.（アメリカ法人）
- Advantest Europe GmbH（ドイツ法人）
- Advantest (Singapore) Pte.Ltd.（シンガポール法人）
- Advantest Taiwan Inc.（台湾法人）
- Advantest (M) Sdn. Bhd.（マレーシア法人）
- Advantest Korea Co., Ltd.（韓国法人）
- Advantest (China) Co., Ltd.（中国法人）